# René Goubau
René Goubau (Mesen, 30 december 1886 – Gent, 27 juni 1976) was een Belgisch scheikundige en hoogleraar aan de Universiteit Gent. Goubau studeerde scheikunde aan deze universiteit en behaalde in 1910 zijn doctoraat onder de begeleiding van Leo Baekeland, de uitvinder van bakeliet. 

## Biografie
René Goubau werd geboren in het West-Vlaamse Mesen als zoon van Jules Edouard Henri Goubau, dokter in de geneeskunde, en van Anne Marie Mathilde Bondue. Goubau volgt Latijn-Grieks aan het Gentse Sint-Barbaracollege en doet nadien zijn hogere studies aan de Rijksuniversteit Gent, waar hij achtereenvolgens de graden van doctor in de natuurwetenschappen (1905-1909), van apotheker en van kandidaat in de geneeskunde (1907-1912) behaalt. Hij is laureaat van de universitaire wedstrijd in 1910 en van de reisbeurzen in 1911 waarmee hij studeert in Lausanne, Parijs, Aken, Genève en Rijsel. In 1908 wordt hij hulppreparator en later preparator bij de scheikundige Louis Gesché. In 1914 wordt hij dan benoemd tot docent en neemt de cursus grondbeginselen der Analytische Scheikunde en Toxicologie van Gesché over.
Tijdens zijn loopbaan aan de Universiteit Gent bekleedde hij verschillende belangrijke functies, waaronder als directeur-diensthoofd van het Laboratorium voor algemene en anorganische scheikunde (1920-1936 en 1939-1957). Van 1920 tot 1923 was hij secretaris en in 1924-1925 was hij decaan van de faculteit Geneeskunde. Hij speelde een sleutelrol in de oprichting van de Koninklijke Vlaamse Chemische Vereniging in 1939. Deze vereniging bracht Vlaamse scheikundigen samen en bood een platform voor kennisuitwisseling en samenwerking.
Goubau werd ook rector van de universiteit, van 1939 tot mei 1940. Zijn rectoraat vond plaats tijdens turbulente jaren, waaronder de aanloop naar en het begin van de Tweede Wereldoorlog. Goubau speelde een cruciale rol in het beschermen van universiteitsfondsen en nam controversiële beslissingen met betrekking tot de evacuatie van het universiteitspersoneel naar Frankrijk in mei 1940. Dit leidde tot spanningen tussen degenen die bleven en degenen die vertrokken. Hij werd op bevel van de bezetter als rector ontslagen omdat hij althans volgens de Duitsers in Frankrijk samen met andere professoren een motie ondertekend had die gericht was tegen de persoon van Leopold III en diens capitulatie. Tijdens de bezetting werd Guillaume De Smet tot rector benoemd, een functie die hij van mei 1940 tot september 1944 vervulde. Tegen het einde van de oorlog werd Goubau, in september 1944, in zijn rectorale functie hersteld. Hij hervatte zijn werk, maar werd geconfronteerd met de complexe naoorlogse politieke en sociale dynamiek, en in december 1944 werd hij als rector opgevolgd door Edgard Blancquaert.
Sedert 1940 was hij lid van de Farmacopeecommissie van België en van 1951 tot 1971 voorzitter, daarna erevoorzitter van deze commissie. Onder zijn voorzitterschap kwam de Vijfde Uitgave van de Belgische Farmacopee tot stand. Hij was ook voorzitter van de Hoge Raad van de Orde van Apothekers sinds haar stichting in 1949. 
Op het gebied van het wetenschappelijk onderzoek leverde hij bijdragen tot de kennis van de fysico-chemische eigenschappen van arseen en van organische basen, en publiceerde hij onderzoek op het gebied van carboxyhemoglobine- en oxyhemoglobinedoseringen.
Na zijn emeritaat in 1957 bleef Goubau een invloedrijke figuur in de academische wereld.